# Śuddhodana
Śuddhodana (en sànscrit: शुद्धोदन; en pali: Suddhōdana), que significa «el qui cultiva arròs pur» va ser el pare de Siddhartha Gautama, més conegut com «Buda». Va ser un líder del poble thet que vivia en una república oligàrquica amb la capital a Kapilavastu.
En versions posteriors de la vida de Buda, Śuddhodana sovint es descrit com un rei, encara que aquest estatus no es pot establir amb seguretat i, de fet, els estudiosos moderns ho discuteixen.

## Biografia
El primer predecessor del rei Sudhdhodhana va ser el rei Maha Sammatha (o el primer rei de Kalpa). El pare de Śuddhodana era Sihahanu i la seva mare era Kaccanā. La principal consort de Suddhodana va ser la Reina Māyā de Sakya, amb qui va tenir Siddhartha Gautama (que més tard va ser conegut com Shakyamuni, el «Savi dels Shakyas» o Buda). Maya va morir poc després de néixer Siddhartha. A continuació, Suddhodana va elevar la germana de Maya, Mahapajapati Gotami, amb qui va tenir un segon fill Nanda i una filla Sundarī Nandā. Tots dos nens es van convertir en monàstics budistes.
Als 16 anys, Siddhartha es va casar amb la seua cosina Yasodharā, la neboda de Maha Maya i Mahapajapati. Tradicionalment es deia que el pare de Yasodhara era Suppabuddha, però segons alguns relats era Dandapani.
Tot i que sovint es representa i s'esmenta com a rei, els estudis més recents sobre la matèria refuten la idea que Śuddhodana fos un monarca. Molts erudits notables afirmen que la república Shakya no era una monarquia sinó una oligarquia, governada per un consell d'elit de la classe guerrera i ministerial que va triar el seu líder o rājā. Tot i que el rājā podria haver tingut una autoritat considerable a la pàtria de Shakya, no va governar de manera autocràtica. En el consell de govern es van debatre qüestions relelvants i es van prendre decisions per consens. A més, en el moment del naixement de Siddharta, la república Shakya s'havia convertit en un estat vassall del regne més gran de Kosala. El cap del consell oligàrquic de Shakya, el rājā, només assumiria i romandria en el càrrec amb l'aprovació del rei de Kosala.
Els primers textos budistes disponibles no identifiquen Śuddhodana ni a la seva família com a membres de la família reial. En textos posteriors pot haver-hi hagut una mala interpretació de la paraula pali rājā, que pot significar alternativament «rei», «príncep» o «governador», ja que «Algunes de les històries sobre Buda, la seva vida, els seus ensenyaments i les afirmacions sobre la societat en què va créixer poden haver estat inventades i interpolades posteriorment als textos budistes».
Siddhartha Gautama va néixer a Lumbini i es va criar a Kapilavastu. Segons la llegenda, Śuddhodana va fer tot el possible per a evitar que Siddhartha es convertís en un śramaṇa, però als 29 anys, després d'experimentar les Quatre Mirades, Siddhartha va abandonar la seva llar a la recerca de respostes espirituals a la naturalesa insatisfactòria de la vida, deixant enrere la seva esposa Yasodharā i el seu fill petit Rāhula. La història de la marxa de Siddharta s'anomena tradicionalment Mahābhiniṣkramaṇa («La Gran Renuncia»).
Śuddhodana va lamentar la marxa del seu fill i va dedicar un esforç considerable a intentar localitzar-lo. Set anys més tard, després que la paraula de la seva il·luminació arribés a Suddhodana, va enviar nou emissaris per a convidar Siddhartha a tornar a la terra de Shakya. Buda va predicar als emissaris i el seu seguici, que es van unir a la Sangha.